# الجمباز في الألعاب الآسيوية
يتَنافسُ الرِّياضيون على أحداث الجمباز في كل دورة من الألعاب الآسيوية مُنذ دورة الألعاب الآسيوية 1974 بطهران في إيران.